# One Man Dog
One Man Dog è il quinto album di James Taylor, pubblicato dalla Warner Bros. Records nel novembre del 1972. 

## Tracce
Brani composti da James Taylor, eccetto dove indicato
Lato A
1. One Man Parade – 3:10 – Registrato al James' House da Peter Asher
2. Nobody but You – 2:57 – Registrato al Clover Recorders da Robert Appére
3. Chili Dog – 1:35 – Registrato al James' House da Peter Asher
4. Fool for You – 1:42 – Registrato al Clover Recorders da Robert Appére
5. Instrumental 1 – 0:55 – Registrato al Clover Recorders da Robert Appére
6. New Tune – 1:35 – Registrato al James' House da Peter Asher
7. Back on the Street Again – 3:00 (Danny Kortchmar) – Registrato al A&R Studios di New York da Phil Ramone
8. Don't Let Me Be Lonely Tonight – 2:34 – Registrato al A&R Studios di New York da Phil Ramone

Lato B
1. Woh, Don't You Know – 2:10 (James Taylor, Danny Kortchmar, Leland Sklar) – Registrato al James' House da Peter Asher
2. One Morning in May – 2:54 (Pubblico dominio, arrangiamento di James Taylor) – Registrato al Clover Recorders da Robert Appére
3. Instrumental 2 – 1:41 – Registrato al James' House da Peter Asher
4. Someone – 3:36 (John McLaughlin) – Registrato al Clover Recorders da Robert Appére
5. Hymn – 2:24 – Registrato al A&R Studios di New York da Phil Ramone
6. Fanfare – 2:33 – Registrato al A&R Studios di New York da Phil Ramone
7. Little David – 1:00 – Registrato al James' House da Peter Asher
8. Mescalito – 0:29 – Registrato al James' House da Peter Asher
9. Dance – 2:07 – Registrato al A&R Studios di New York da Phil Ramone
10. Jig – 1:13 – Registrato al A&R Studios di New York da Phil Ramone

## Formazione
- James Taylor - voce, cori, chitarra acustica, armonica, autoharp, basso
- Danny Kortchmar - chitarra elettrica, timbales, chitarra acustica
- Russ Kunkel - batteria, congas, tamburello, cabasa
- Leland Sklar - basso, guitarron
- Peter Asher - güiro
- Bobbye Hall - congas, bonghi, campana, percussioni, tamburello basco
- Red Rhodes - steel guitar
- John Hartford - banjo, violino
- Craig Doerge - pianoforte, Fender Rhodes
- John McLaughlin - chitarra acustica
- Randy Brecker - tromba, flicorno
- George Bohanon - trombone
- Barry Rogers - trombone
- Art Baron - trombone
- Michael Brecker - sassofono tenore, flauto, sassofono soprano
- Alex Taylor, Hugh Taylor, Kate Taylor, Carole King, Linda Ronstadt, Abigale Haness, Carly Simon - cori